# Numb (chanson de Linkin Park)
Pour les articles homonymes, voir Numb.
Singles de Linkin Park
Faint
(2003) From the Inside
(2004)
Numb est une chanson du groupe américain Linkin Park. Elle est la 13e et dernière piste de l'album Meteora, sorti en 2003.

## Historique
C'est l'une des chansons les plus connues et les plus acclamées du groupe. Elle a reçu des critiques très favorables.
Elle a atteint la 11e place du classement Billboard Hot 100 où elle est restée 32 semaines. Elle est également la seule chanson de l'histoire à obtenir deux ans de suite la première place du classement Hot Modern Rock Track de fin d'année. Elle figure dans le Billboard Year End Charts à la 33e place.
Il en existe une autre version, Numb/Encore, créée avec Jay-Z et sortie en  2004. Elle a également été un succès et a obtenu la 20e place du Billboard Hot 100.
En France, Numb est restée 23 semaines dans le classement officiel, atteignant la 19e position, ce qui en fait le plus grand succès du groupe en tant qu'artiste solo (la version mash-up avec Jay Z débute à la 5e place). En juillet 2017, après la mort de Chester Bennington, la chanson se classe 9e, ce qui fait de Numb la première entrée du groupe dans le top 10 du classement. C'est la première chanson de rock alternatif à atteindre le milliard de vues sur YouTube.

## Clip vidéo
- Si vous ne connaissez pas le sujet, laissez ce bandeau (vous pouvez alors contacter les auteurs).
- Si vous supprimez le contenu mis en cause (vous pouvez préalablement contacter les auteurs),

argumentez précisément cette suppression dans la page de discussion
(un manque de référence n'est pas un argument ; une recherche réelle de référence doit avoir été effectuée, être formellement documentée).
Le clip met en scène le quotidien d'une jeune étudiante impopulaire (interprétée par Briana Evigan). La jeune fille, passionnée par le dessin, semble envieuse de devenir une artiste. Elle est largement méprisée et ridiculisée à l'école, étant donné que quand le professeur de chimie dévoile ses occupations devant le reste de la classe, celle-ci se moque d'elle et la taquine, à propos de sa passion pour le dessin qui occupe son temps libre. Victime d'un croche-pied et d'une chute dans les escaliers, personne ne s'arrête pour lui venir en aide. D'autres filles quittent une table lorsque la jeune fille s'y assoit. Des traces de blessures auto-infligées sur les bras sont visibles durant le clip. Excédée par la pression et le harcèlement qu'elle subit au quotidien, elle se retrouve dans sa chambre, attachant ses cheveux avec un pinceau et jetant de la peinture sur une toile. Le clip se termine avec la jeune fille se précipitant à l'église dans laquelle le groupe jouait (elle les aurait entendu au loin). Lorsqu'elle y arrive, l'église est vide.
Le clip est tourné dans une cathédrale à Prague, en République tchèque sous la réalisation de Joe Hahn. La Johannes Kepler Grammar School (Gymnázium Jana Keplera), également à Prague, sert de décor pour les scènes de l'environnement scolaire. Le Pont Charles de la même ville apparaît également dans le clip.
En raison de douleurs abdominales et dorsales sévères dont souffre le chanteur Chester Bennington durant le tournage à Prague, la performance du groupe a été filmée plus tard dans une cathédrale similaire, à Los Angeles.

## Certifications
| Pays                    | Certification | Unités certifiées |
| ----------------------- | ------------- | ----------------- |
| Australie (ARIA)        | Or            | 35 000            |
| Danemark (IFPI)         | Platine       | 90 000            |
| Espagne (Promusicae)    | Or            | 25 000            |
| États-Unis (RIAA)       | 4 × Platine   | 4 000 000         |
| Italie (FIMI)           | 2 × Platine   | 100 000           |
| Nouvelle-Zélande (RMNZ) | Platine       | 10 000            |
| Royaume-Uni (BPI)       | 2 × Platine   | 1 200 000         |
| Suisse (IFPI)           | Or            | 20 000            |